# Baby Mama
Baby Mama è un film del 2008 di Michael McCullers, interpretato da Tina Fey e Amy Poehler.

## Trama

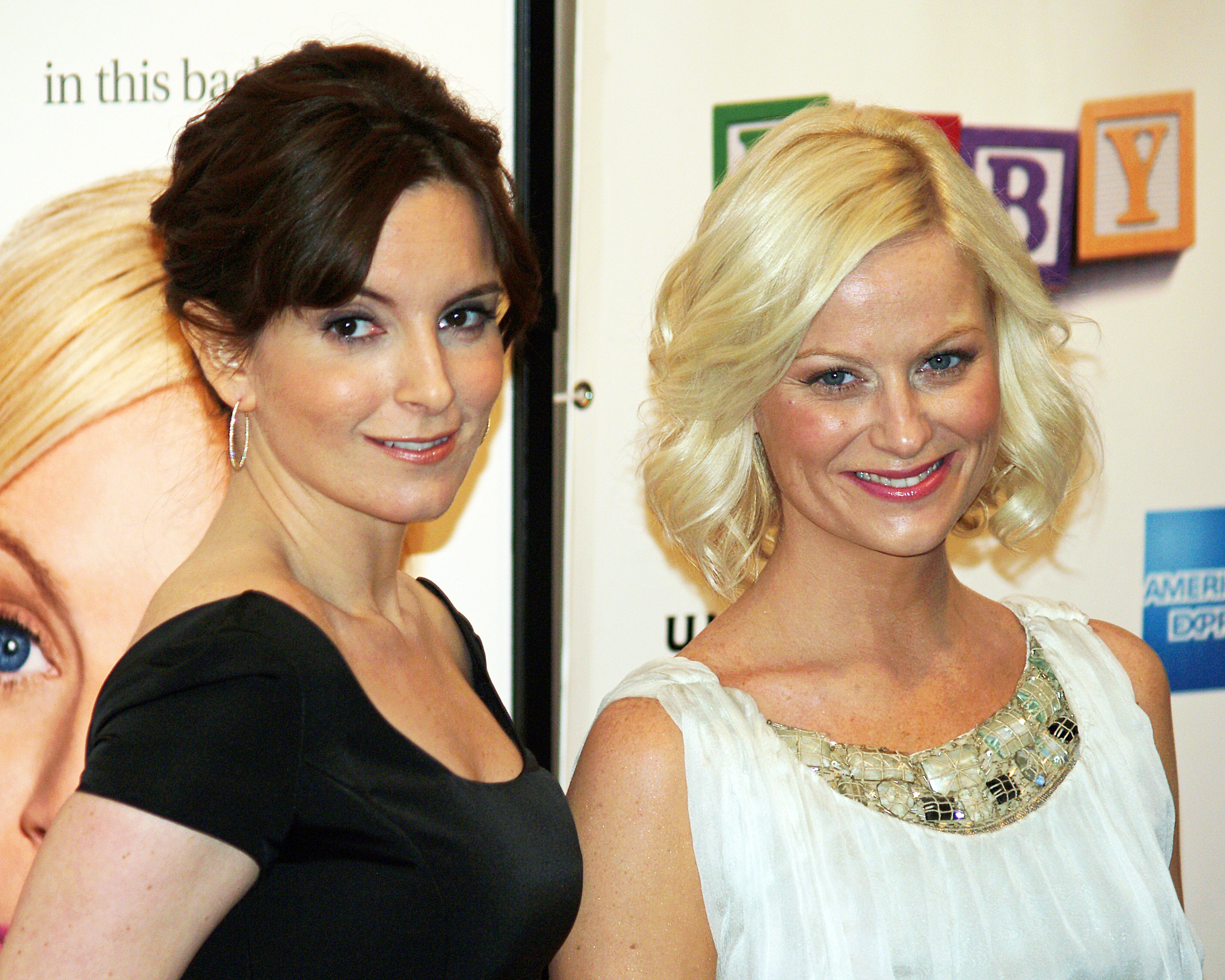
Da sinistra: le due protagoniste del film, Tina Fey e Amy Poehler, all'anteprima al Tribeca Film Festival del 2008.

Filadelfia. Kate è una donna in carriera, single, che ha sempre messo il lavoro davanti alla vita privata. Giunta alle soglie dei quarant'anni, tuttavia, matura il sempre più forte desiderio di diventare mamma. Dopo vari tentativi d'inseminazione artificiale non andati a buon fine, Kate sceglie di ricorrere a una madre surrogata, e si rivolge a un'agenzia specializzata che le propone Angie, una ragazza di bassa estrazione sociale.
Nel frattempo, sul versante lavorativo, Kate è in cerca di un edificio da demolire per far posto a un nuovo negozio della sua azienda; indagando nel quartiere, conosce Rob, proprietario di una caffetteria. In tutto ciò una sera, Angie si presenta a sorpresa alla sua porta, in cerca di un posto dove stare. Kate è felice di ospitarla, potendo così vivere più da vicino l'intera gravidanza. Le loro personalità sono tuttavia contrastanti, poiché Angie si comporta come se non fosse in attesa di un bambino.
Intanto Rob si pone alla testa dei contrari ai progetti speculativi dell'azienda di Kate. La situazione si fa imbarazzante tra i due, che nonostante le divergenze iniziano a provare un reciproco interesse. Allo stesso tempo Kate e Angie, nel procedere della gravidanza, pur tra vari screzi cominciano ad abituarsi alla loro convivenza. Angie nasconde però un segreto: non è incinta, e pur di guadagnare soldi facili, ha mentito a Kate falsificando la sua ecografia. Intanto viene ricattata dal suo ex Carl, che a costo di tornare con lei minaccia di svelare l'inganno.
Con le spalle al muro, proprio quando sta per confessare la cosa all'amica, scopre di essere davvero in dolce attesa: il nascituro non è quindi di Kate bensì suo e di Carl. Rendendosi conto di portare in grembo suo figlio, Angie non sa come spiegare la cosa all'amica, che intanto inizia a frequentare assiduamente Rob, e sentendo crescere l'attrazione per l'uomo, è ormai decisa a dirgli di quello che, ancora crede, essere il suo bambino.
Le cose precipitano durante il baby shower, quando Carl s'intrufola e rivela a tutti come stanno realmente le cose. Kate, rabbiosa e delusa per l'inganno, caccia Angie di casa, ma ha ancora dubbi sulla reale maternità del bambino. La cosa finisce davanti a un giudice, che conferma Angie come madre del pargolo: nella circostanza, la ragazza ringrazia comunque Kate per averla fatta crescere come persona, insegnandole a essere una buona mamma. Una volta fuori dall'aula, tuttavia, a Angie si rompono le acque ed è proprio Kate accompagnarla in ospedale; qui la donna sviene, scoprendo da successive analisi che anche lei è, davvero, incinta. Dopo aver ricevuto l'inaspettata notizia, va da Angie la quale ha appena partorito la figlia: Kate la perdona, e le due tornano amiche.
Un anno più tardi, alla prima festa di compleanno di Stefani, Angie e Kate sono ancora in ottimi rapporti, entrambe madri felici; Kate sta inoltre con Rob, crescendo insieme il loro figlio, mentre Carl, pur non riconciliandosi con la ex ragazza, è rimasto vicino alla figlia e inizia a prendere lezioni di genitorialità.

## Distribuzione
La pellicola è uscita negli Stati Uniti nell'aprile 2008, e nelle sale italiane il 31 luglio 2009.